# شبکه معاملاتی غیرشفاف
شبکه معاملاتی غیرشفاف (به انگلیسی: dark pool) سیستم معاملاتی جایگزین، از نوع شبکه‌های تقابل سفارش است، که امکان معامله اوراق بهادار را برای مؤسسات مالی فراهم می‌کند، به‌طوری‌که اطلاعات دفتر ثبت سفارش شبکه، در اختیار بازار قرار نمی‌گیرد. 
به عبارت دیگر میزان نقدینگی و عمق بازار در شبکه‌های معاملاتی غیرشفاف، برخلاف بازارهای متداول بورس، که به طور لحظه‌ای منتشر می‌شوند، در دیرترین زمان ممکن، در اختیار عموم قرار می‌گیرد.